# Папина «Волга»
«Папина „Волга“» (чеш. Tátova volha) — чешская драматическая комедия в жанре «роуд-муви» 2018 года режиссёра Иржи Веделэка.

## Сюжет
Неожиданно 50-летняя художник по костюмам Ева стала вдовой. В вещах её мужа обнаруживается детский рисунок неизвестного мальчика. И хотя Ева проигнорировала бы это открытие, но её великовозрастная дочь Тереза, чья жизнь разваливается по швам, цепляется за мысль о сводном брате. Посадив мать за руль раритетной отцовской «Волги» по прозвищу «Царевна», к которой отец даже подходить запрещал, мать и дочь отправляются в путешествие с целью объехать бывших любовниц отца и его друзей, о которых Ева знает, и найти его сына — Тереза считает, что только он может унаследовать отцовскую «Волгу». В этой поездке им предстоит многое узнать об отце и о себе, разобраться в своих отношениях и непростой жизни.

## В ролях
- Элишка Бальзерова — Ева
- Татьяна Вильгельмова — Тереза
- Мартин Мышичка — Петр
- Болеслав Поливка — Йиндржих
- Эмилия Вашариова — Анна
- Вильма Цибулкова — Камила
- Гана Мациухова — Яна
- и другие

## Песня из фильма
В фильме звучит песня «Tereza», музыка Иржи Шлитр, слова Иржи Сухи, исполняют Элишка Бальзерова и Татьяна Вильгельмова.

## Фестивали и награды
Номинация на кинопремию «Чешский лев» (2018) в категории «Лучшая актриса второго плана» (Татьяна Вильгельмова).